# Oedipina koehleri
Oedipina koehleri é uma espécie de anfíbio gimnofiono da família Plethodontidae. Está presente na Nicarágua. A UICN classificou-a como deficiente de dados.